# Daniel Stahl
Daniel Stahl, född 1645 i Stockholm, död okänt år, var en svensk målare, tecknare och grafiker.
Han var son till kantorn vid tyska kyrkan Mathias Stahl och Agata Goltsigeroot. Stahl studerade konst för David Klöcker Ehrenstrahl i Stockholm omkring 1672 och var efter sin utbildning Ehrenstrahls medhjälpare och ritlärare i Stockholm fram till 1690 innan han flyttade till Jönköping. Om Stahls insats som målare finns få uppgifter men man vet att Ehrenstrahl rekommenderade hans arbete till Eric Dahlberg som 1690 sökte en målare. Han anställdes 1686 som ritare vid Antikvitetskollegiet men efterträddes redan följande år av Ulf Christofersson. Hans uppgift vid Antikvitetskollegiet var att kopiera runstenar och av handlingar framgår att han även renritat utkast tecknade av Petrus Helgonius samt att han medföljde som tecknare på Johan Hadorphs Upplandsresa 1686.     